# Ilha Nightingale
A ilha Nightingale é uma ilha no Oceano Atlântico Sul, possuindo aproximadamente 3 km² de área, e faz parte do grupo de ilhas Tristão de Cunha. Elas são administradas pelo Reino Unido, como sendo parte dos territórios ultramarinos de Santa Helena.
A ilha Nightingale faz parte de um subgrupo de ilhas, as ilhas Nightingale, que também incluem a ilha Middle e a ilha Stoltenhoff. Todas as ilhas são desabitadas, mas há, regularmente, visitantes para propostas científicas e lazer.

## História
A ilha Nightingale foi, possivelmente, avistada juntamente com Tristão da Cunha pelo explorador português Tristão da Cunha em 1506, embora não tenha sido feito qualquer registo. 
Foi originalmente designada "Gebrooken Eyland" (ilha quebrada) pelo navio holandês Nachtglas sob o comando de Jan Jacobszoon em janeiro de 1656, que não encontrou nenhum ancoradouro seguro; o primeiro desembarque só foi feito em 1696 (muito provavelmente por Willem de Vlamingh em agosto desse ano). O capitão francês d'Etchevery também visitou a ilha em setembro de 1767, registando pela primeira vez os dois ilhéus próximos agora chamados Stoltenhoff e Middle. A ilha foi mais tarde renomeada em homenagem ao capitão britânico Gamaliel Nightingale, que explorou a ilha em 1760.
Nos séculos XVII e XVIII, os governos neerlandês e francês, bem como a Companhia Britânica das Índias Orientais, consideraram tomar posse de Nightingale (assim como da ilha Tristão da Cunha e da ilha Inacessível), mas decidiram não o fazer por falta de espaço para ancorar.
Diz-se que Nightingale contém tesouros de saques piratas. O capitão John Thomas, numa expedição ao Atlântico Sul, supostamente deixou uma fortuna de dobrões espanhóis e pedaços de ouro em cavernas em Nightingale para ser guardado. No entanto, nunca foi confirmada a recuperação deste tesouro (se estiver lá).

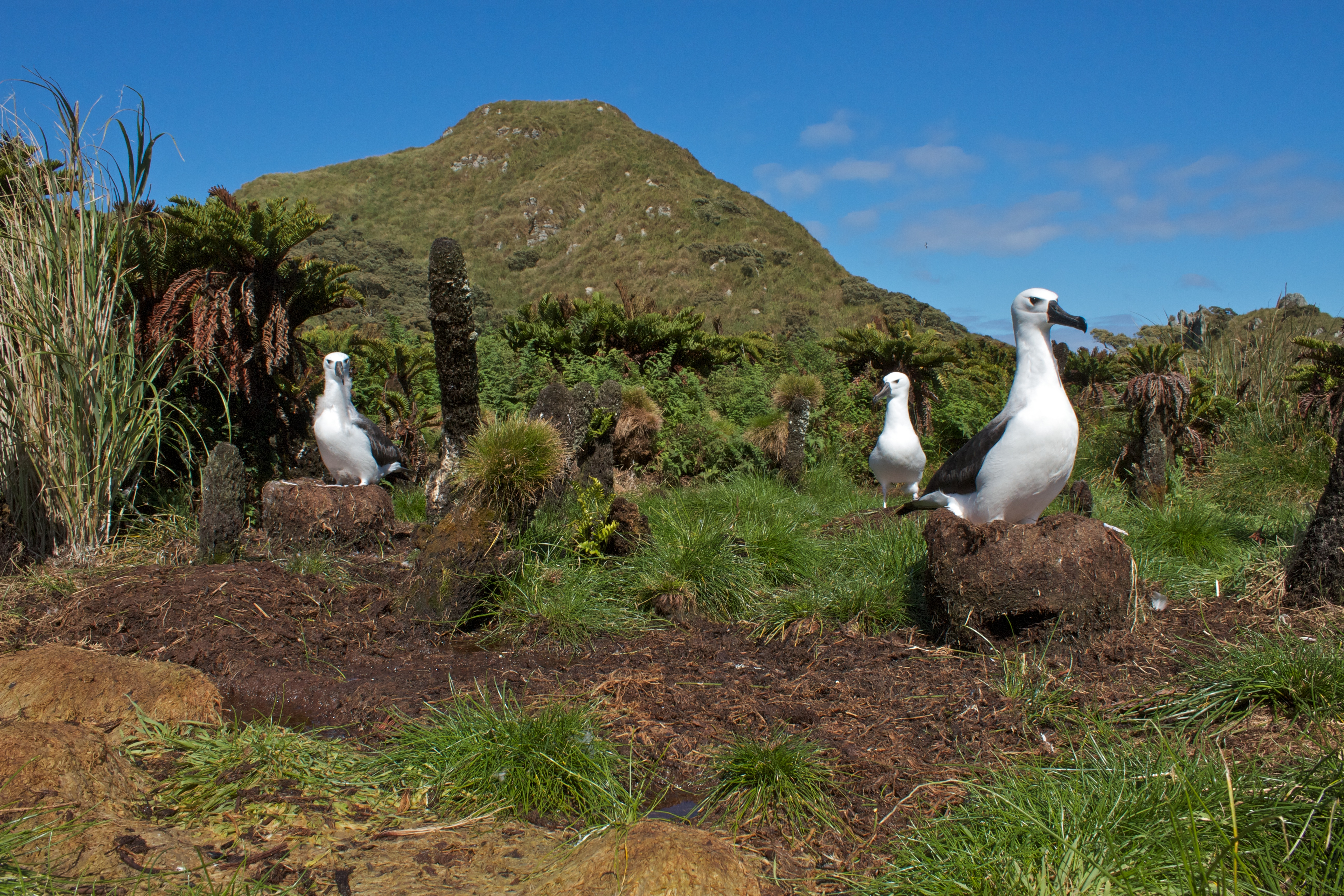
Albatrozes fazendo o ninho na ilha Nightingale

Em 1811, o pirata estadunidense, Jonathan Lambert, reivindicou Tristão e as suas ilhas vizinhas. Ele queria chamar à ilha Inacessível "Ilha Pinsard", e a Nightingale "Ilha Lavel". Foi bem sucedido na sua reivindicação, mas morreu menos de um ano depois.
Em 1961, o vulcão em escudo de 2060 metros de altitude em Tristão da Cunha entrou em erupção e forçou os habitantes de Tristão da Cunha a evacuar para Nighingale. Acabaram por se mudar para o Reino Unido, regressando a Tristão da Cunha apenas em 1963.
Há esforços de conservação da vida selvagem em curso em Nightingale. Os antigos barracões dos trabalhadores da conservação foram severamente danificados durante uma tempestade produzida por um ciclone extratropical em 2001 que, supostamente, teve ventos até 200 km/h. A reparação está em curso, mas para continuar a realizar os trabalhos de conservação, todas as barracas danificadas na ilha precisam de ser reparadas. O Reino Unido estabeleceu financiamento para um esforço de conservação em Nightingale para 2004 a 2006.